# Saltator albicollis
Saltator albicollis là một loài chim trong họ Thraupidae.
Chúng được tìm thấy ở Dominica, Martinique, Saint Kitts và Nevis, Saint Lucia, và Trinidad và Tobago. Môi trường sống tự nhiên của chúng là rừng khô nhiệt đới hoặc cận nhiệt đới và rừng trước đây suy thoái nghiêm trọng.